# Sony Ericsson W850i
Sony Ericsson W850i, är en 3G-telefon med inbyggd musikspelar- och kamerafunktion. Sony Ericssons första telefon av slidertyp, där ovandelen av telefonen skjuts uppåt för att avtäcka knappsatsen. Introducerar även en ny musikspelare, Walkman 2.0. Telefonen har dessutom TrackID-funktion som via nätet kan identifiera musik som spelas i telefonens omgivning. 

## Huvudegenskaper
- 2-tums tydlig färgdisplay
- Sms, mms och e-postmeddelanden
- TrackID™ – musikigenkänning
- Walkman® 2.0-musikspelare
- 2-megapixelkamera med digital zoom
- 3G-videosamtal

## Bildhantering
- 4X digital zoom
- Direktuppspelad video
- Integrerad kamera
- Kamera med 2 megapixel Dock endast 1,2 effektiva megapixels.
- Photo light
- Videoinspelning
- Videoklipp
- Videosamtal
- Bildskrivbordsunderlägg
- Macromedia Flash Lite™ (varumärke som tillhör Macromedia)
- SVG Tiny 1.1
- Sökardisplay
- VideoDJ™
- Animerat skrivbordsunderlägg